# Tomasz Aleksander Potocki
Tomasz Aleksander Adam Antoni Potocki herbu Pilawa (ur. 3 maja 1809 w Warszawie, zm. 13 grudnia 1861 w Warszawie) – ziemianin, oficer, działacz społeczny, ekonomista, publicysta. Wnuk Aleksandra Potockiego, dziad Tomasza Ludwika Potockiego.

## Życiorys
Tomasz Potocki urodził się w Warszawie, w pałacu swojego dziadka Aleksandra Potockiego na Lesznie. Był najstarszym synem Michała Aleksandra Potockiego i Ludwiki z Ostrowskich herbu Rawicz, córki Tomasza Adama Ostrowskiego, właściciela m.in. dóbr ujezdzkich (m.in. Tomaszowa Mazowieckiego).
Posiadał majątki ziemskie: Moskorzew i Prażka (dziś Praszka). Brał udział w kampanii wojennej 1831 r., następnie poświęcił się gospodarstwu i pracy publicystycznej w Kongresówce. Ogłosił szereg prac, zwłaszcza w „Rocznikach Gospodarstwa Krajowego”. W Towarzystwie Rolniczym w Królestwie Polskim, reprezentował kierunek postępowy, głosząc konieczność uwłaszczenia włościan (czego jednak nie przeprowadził we własnych dobrach). Członek korespondent Galicyjskiego Towarzystwa Gospodarskiego (1846-1861).
Pisał pod pseudonimem Adama Krzyżtopora.
Autor prac „O urządzeniu stosunków rolniczych w Polsce” (1851) oraz „Poranki karlsbadzkie” (1858).
Autorem pierwszej biografii naukowej o Tomaszu Potockim jest łódzki historyk Jarosław Kita.

## Rodzina[7][2]
- I żona – Maria Teresa Aleksandrowicz (ur. 1812, zm. 1 września 1845 r.); ślub – 26 lipca 1830 r.
  - Michał Tomasz (ur. 10 grudnia 1832 r., zm. 1863)
  - Antoni Józef (ur. 26 kwietnia 1834 r., zm. 1863)
  - Ludwika Maria (ur. 1835, zm. 1869)
  - Stanisław Jan (24 czerwca 1836 r., zm. 30 marca 1882)[8]
- II żona – Wanda Zofia Ossolińska herbu Topór (ur. 1823, zm. 1907); ślub – lato 1847 r.
  - Jerzy (ur. 1848, zm. 1849)
  - Aniela (ur. 1850, zm. 20 lutego 1917 r.)[4]
  - Joanna Zofia (ur. 12 stycznia 1851 r., zm. 9 czerwca 1928 r.)